# 3 Feet Smaller
3 Feet Smaller är ett punkband från Österrike som består av 4 medlemmar. Det bildades 2000 i Wien.

## Medlemmar
- Marcus Smaller - sång, gitarr[1]
- Robert Franko - trummor[1]
- Phillip "The General" Hörmann  - sång, gitarr[1]
- The Reverend  - sång, bas[1]